# フランシス・コベントリ
フランシス・コベントリ（Francis Coventry、1725年 - 1754年か1759年）は、イギリスの作家である。1751年の小説、『チビ犬ポンペイ』（THE HISTORY OF Pompey the Little: OR, THE Life and Adventures OF A LAP-DOG.）はイギリス文学において、人間でないもので社会の諸相を観察して描く方法を用いた小説としての初期の例として取り上げられる。
5代目コベントリ伯の甥で、ケンブリッジで学んだ牧師であった。1751年に匿名で、イタリア生まれで、イギリス紳士によってイギリスに連れてこられて上流夫人に飼われることになった犬の生涯を描いた『チビ犬ポンペイ』を発表し好評を博した。残された小説はこの一編である。

## 『吾輩は猫である』のモデルとしての考察
『チビ犬ポンペイ』を丸谷才一が『闊歩する漱石』のなかで、夏目漱石の『吾輩は猫である』のモデルのひとつとして論考した。ウォルター・ローリー(Walter Alexander Raleigh、1861-1922)の評論、『イギリス小説』の中で漱石はこの小説の記述を読み、その後の同種の小説の例として『黒外套の冒険』、『紙幣の冒険』、『猫の生活と冒険』が上げられているのに興味をもったらしいことを紹介している。

## 邦訳
- 山本雅男・植月惠一郎・久保陽子訳 『チビ犬ポンペイ冒険譚』彩流社、2017年、ISBN 9784779123993。